# Michel Olivares
Michel Olivares, (Murcia, 20 de septiembre de 1976) es un modelo y empresario español.
Ha compaginado su trabajo como modelo con la participación en diversos programas de televisión como Noche de Fiesta de Televisión Española, Big Brother 3 México, Supervivientes 2008, ¡Mira Quién Baila! y Bailando por la boda de mis sueños (en su versión mexicana). Además es un actor y presentador en varios programas del canal 7RM.
En 2012 como modelo de imagen para la marca de calzado MARTINELLI en su campaña de Primavera/Verano. La campaña dirigida por el equipo de marketing de dicha compañía contó con el fotógrafo alicantino Alejandro Fernández, como pareja de imagen con la Modelo Carla Pozo y con el estilista de moda JDYS.
En 2013 participó en el catálogo para la marca vaquera Starwear, fotografiado por Chístele Jacquemín (Premio Lux de Oro 2012) y donde participó de nuevo el estilista de moda JDYS.
El 18 de junio de 2022, Michel Olivares inauguró Indómito 108, su primera tienda física, en el barrio de Las Letras de Madrid. El establecimiento está especializado en moda masculina contemporánea y reúne marcas nacionales e internacionales, con un enfoque en diseño artesanal y producciones limitadas.

### Videoclips y anuncios TV
Además de su labor como empresario, Michel Olivares ha desarrollado trabajos en el ámbito audiovisual y publicitario. Participó como modelo en el videoclip Da Habibi de la cantante libanesa Amal Hijazi, rodado en Beirut, y en el videoclip Kok Ma Nearrab, grabado en El Cairo. También protagonizó un anuncio publicitario para Toyota, filmado en Dubái.